# Villalba (Sicilia)
Villalba (Villarba en siciliano) es una comuna siciliana de 1.915 habitantes de la provincia de Caltanissetta. Su superficie es de 41 km². Su densidad es de 47 hab/km². Las comunas limítrofes son Cammarata (AG), Castellana (PA), Marianopoli, Mussomeli, Petralia Sottana (PA), Polizzi Generosa (PA), y Vallelunga Pratameno.

## Evolución demográfica
| Gráfica de evolución demográfica de Villalba entre 1861 y 2001 |
|                                                                |
| Fuente ISTAT - elaboración gráfica de Wikipedia                |

## Geografía
1. ↑  Worldpostalcodes.org, código postal n.º 93010.
2. ↑  «Codici Catastali». Comuni-italiani.it (en italiano). Consultado el 29 de abril de 2017.

- Altitud: 710 m s. n. m.
- Posición: 37°39′00″N 13°49′59″E / 37.65000, 13.83306

- Datos: Q477808
- Multimedia: Villalba (Italy) / Q477808